# Christian-Auguste de Schleswig-Holstein-Sonderbourg-Augustenbourg
Christian-Auguste de Schleswig-Holstein-Sonderbourg-Augustenbourg, (en allemand Christian Augustus von Schleswig-Holstein-Sonderburg-Augustenburg), né le 4 août 1696, décédé le 20 janvier 1754.
Il est duc de Schleswig-Holstein-Sonderbourg-Augustenbourg de 1731 à 1754.

## Famille
Fils de Frédéric-Guillaume de Schleswig-Holstein-Sonderbourg-Augustenbourg et de Sophie-Amélie d'Ahlefeldt.
Le 18 mai 1720, Christian-Auguste de Schleswig-Holstein-Sonderbourg-Augustenbourg épouse Frédérique-Louise de Danneskiold-Samsoe (ca) (1699-1744), (fille du comte Christian Danneskjold-Samsoe (en)).
Sept enfants sont nés de cette union :
- Frédéric-Christian Ier, duc de Schleswig-Holstein-Sonderbourg-Augustenbourg (1721-1794)

- Émile     (1722-1786)

- Christian (1723-1723)

- Sophie    (1725-1752)

- Christine (1727-1794)

- Sophie    (1731-1799)

- Charlotte (1736-1815).

Christian-Auguste de Schleswig-Holstein-Sonderbourg-Augustenbourg succède à son oncle Ernest Auguste de Schleswig-Holstein-Sonderbourg-Augustenbourg en 1731.

## Généalogie
Christian-Auguste de Schleswig-Holstein-Sonderbourg-Augustenbourg appartient à la première branche de la Maison de Schleswig-Holstein-Sonderbourg, cette lignée est issue de la première branche de la Maison d'Oldenbourg. Cette première branche s'éteignit en 1931 au décès de Albert de Schleswig-Holstein.